# Álarcos páfrányposzáta
Az álarcos páfrányposzáta (Poodytes rufescens) egy a Chatham-szigetekhez tartozó Pitt-szigeten és Mangere-szigeten élt endemikus madárfaj volt. Legközelebbi élő rokona a Bowdleria caudata és a Bowdleria punctata. Néhány tudós ezt a fajt a marata alfajának tekinti, és Bowdleria punctata rufescens vagy Megalurus punctatus rufescens néven emlegeti. A legtöbben azonban különálló fajként kezelik. Míg a legtöbb tudós saját Bowdleria genuszba sorolja, addig taxonómiák (mint például a ITIS) az ausztrál Megalurus, illetve Poodytes nem szinonimájaként kezeli.

## Leírása

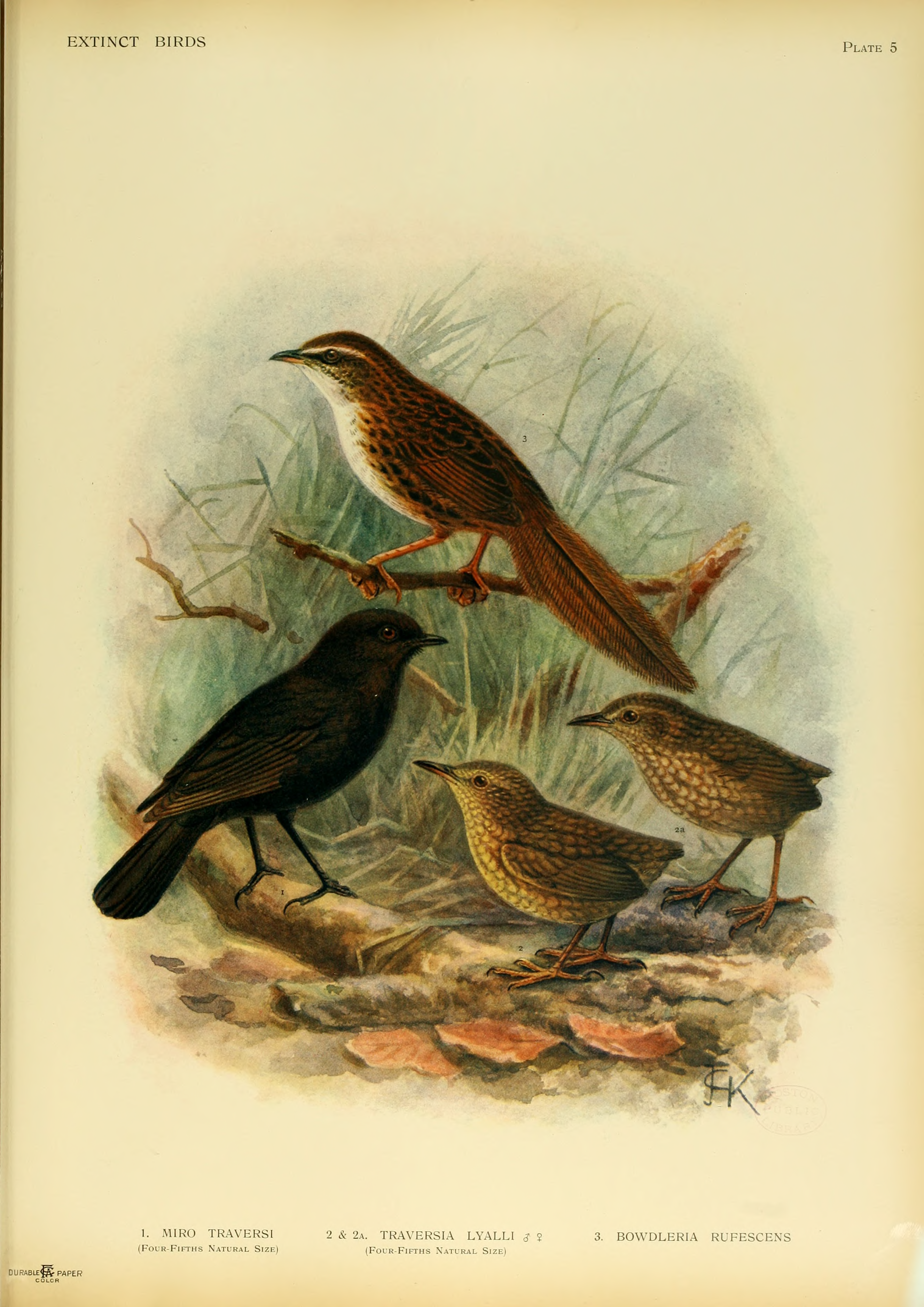
Fölül az álarcos páfrányposzáta

Legnagyobb hossza 18 cm volt. Szárnyai 5,9–6,7 cm hosszúak lehettek. A legtöbb óvilági poszátával ellentétben a hasa nem foltos. A taraja gesztenyebarna, amin egy messziről észrevehető fehér folt ékeskedik, a háta pedig vöröses barnás. Azon kívül semmit nem tudunk az ökológiájáról, minthogy rovarokkal táplálkozott.

## Kihalása
Az első példányát 1868-ban Charle Traill új-zélandi természetjáró fedezte fel a Mangare-szigeten. Ezt az egyedet egy kővel agyondobta, a maradványokat pedig elküldte Sir Walter Buller részére, aki ezt 1869-ben új fajként azonosította. 1871-ben megállapították, hogy míg az állattal a Mangare-szigeten gyakran, addig a Pitt-szigeten ritkábban lehet találkozni. Valószínűleg a bokortüzek, valamint a kecskék és a nyulak túlszaporodása és a patkányok, elvadult macskák féktelen ragadozása miatt pusztult ki. Az utolsó példányát Lionel Walter Rothschild lőtte le 1895-ben, és a fajt 1900-ban nyilvánították kihalt állatfajjá.
Múzeumi darabokkal az Aucklandi Háborús Emlékmúzeumban, a Harvard Természettudományi Múzeumában, Berlinben, Chicagóban, Christchurch, a londoni Természettudományi Múzeumban, a Természettudomány Amerikai Múzeumában, Párizsban, Pittsburghben és Stockholmban lehet találkozni.

## További olvasmányok
- Greenway, James (1967): Extinct and Vanishing Birds of the World
- Day, David (1981): The Doomsday Book of Animals
- Fuller, Errol (2000): Extinct Birds
- Flannery, Tim & Schouten, Peter (2001): A Gap in Nature

## Külső hivatkozások
- Osteology and Steology and Systematics of the Fernbirds (Bowdleria: Sylviidae Notornis 37
- Chatham Island Fernbird. Bowdleria rufescens. by Paul Martinson. Artwork produced for the book Extinct Birds of New Zealand, by Alan Tennyson, Te Papa Press, Wellington, 2006
- Bowdleria punctata (Fernbird) / B. rufescens (Chatham Islands fernbird) Artwork by Johannes Keulemans, 1873